# ثيودور ديفيس
ثيودور ديفيس هو سياسي كندي، ولد في 1778، وتوفي في 16 مارس 1841. انتخب Member of the  Legislative Assembly of Lower Canada ‏.